# Rietlandpark (tramhalte)
Rietlandpark is een tramhalte van de Amsterdamse tram in de wijk Rietlanden in het stadsdeel Oost.
Op de halte stoppen tramlijnen 7 en 26 (de IJtram), die elkaar ongelijkvloers kruisen.
Halte Rietlandpark kent twee niveaus: op niveau 0 zijn de haltes op maaiveldniveau te vinden voor tram 7 en op niveau -1 de verdiepte haltes op ongeveer zes meter onder maaiveldniveau voor tram 26. Laatstgenoemde haltes sluiten aan de oostkant aan op de tramtunnel van de Piet Heintunnel. De perrons op beide niveaus zijn verbonden door middel van vaste trappen, roltrappen en liften. Net als bij de trap in het noordelijk talud bestaat de afwerking van de perrons uit Chinees graniet.